# Сан-Андрес (регбийный клуб)
«Клуб Сан-Андрес» (исп. Club San Andrés) — аргентинский спортивный клуб из пригорода Буэнос-Айреса Оливос. Регбийная команда клуба выступает в высшей лиге столичного чемпионата.

## История
В 1838 году шотландские поселенцы основали школу Saint Andrew’s Scots School («Шотландская школа св. Андрея»). Шотландцы желали обучать детей в условиях родного языка, веры и культуры. Изначально в школу набирались только мальчики, но через некоторое время это ограничение было снято.
В 1911 году был создан спортивный клуб, в котором могли заниматься учащиеся, выпускники и друзья школы. Основными направлениями деятельности клуба стали регби, хоккей на траве, плавание, футбол и парусный спорт. Таким образом, регби стало одним из первых видов спорта, практикуемых в клубе. Однако первая игра регбистов на высшем уровне состоялась почти через сто лет: в 2009 году клуб вышел в высшую лигу чемпионата Буэнос-Айреса, обыграв университетскую команду из Ла-Платы (18:5).
Благодаря шотландскому наследию клуб является одной из немногих организаций Южной Америки, имеющих собственный тартан. Модификация салтира, шотландского флага, присутствует на эмблеме клуба и школы.

## Известные игроки
- Патрисио Андерсон
- Николас Родригес Онето
- Николас Пуэта
- Ричард Блэксли